# UCCコーヒー博物館

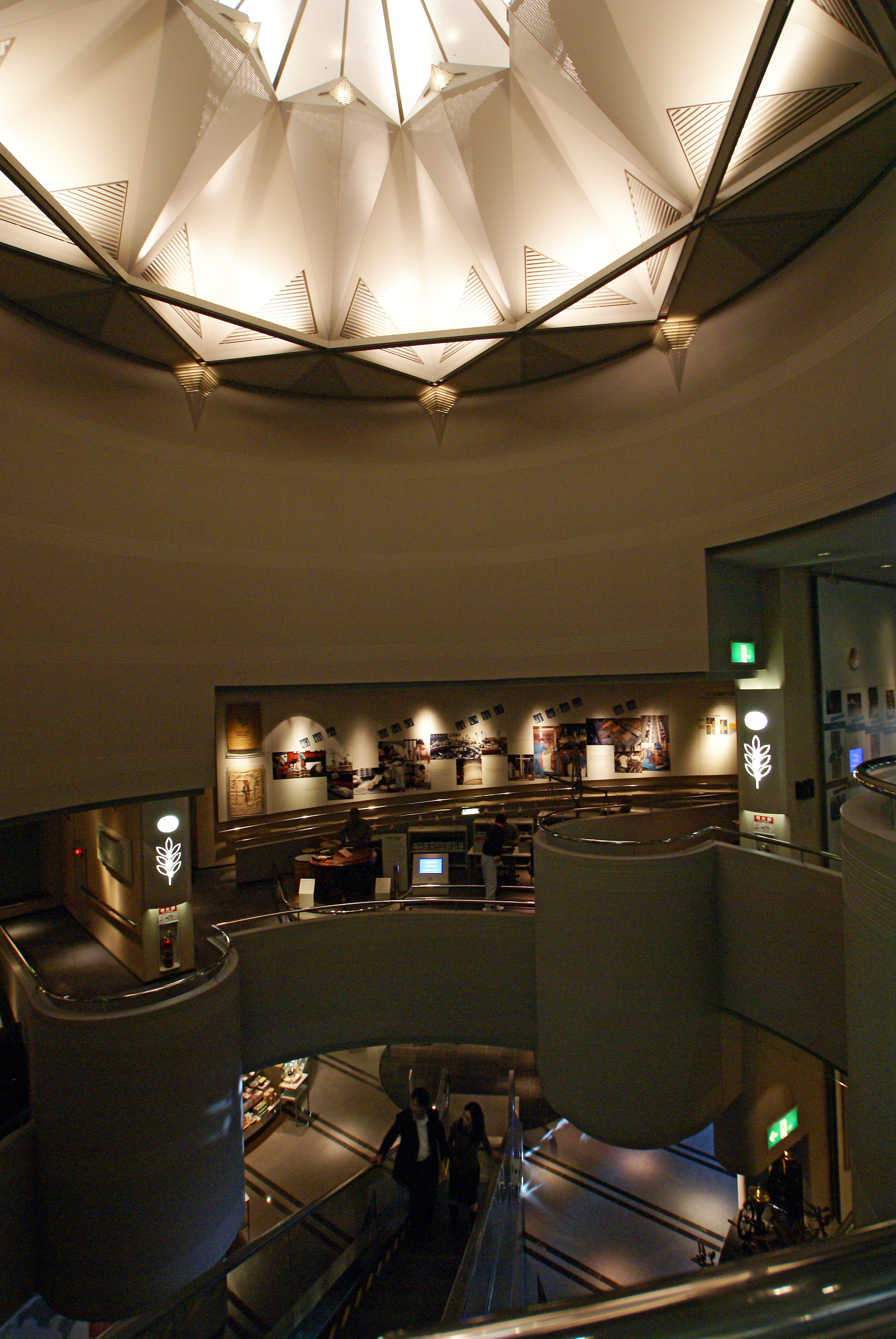
吹き抜け空間を
取り巻くように
螺旋状に展示室が
配置されている

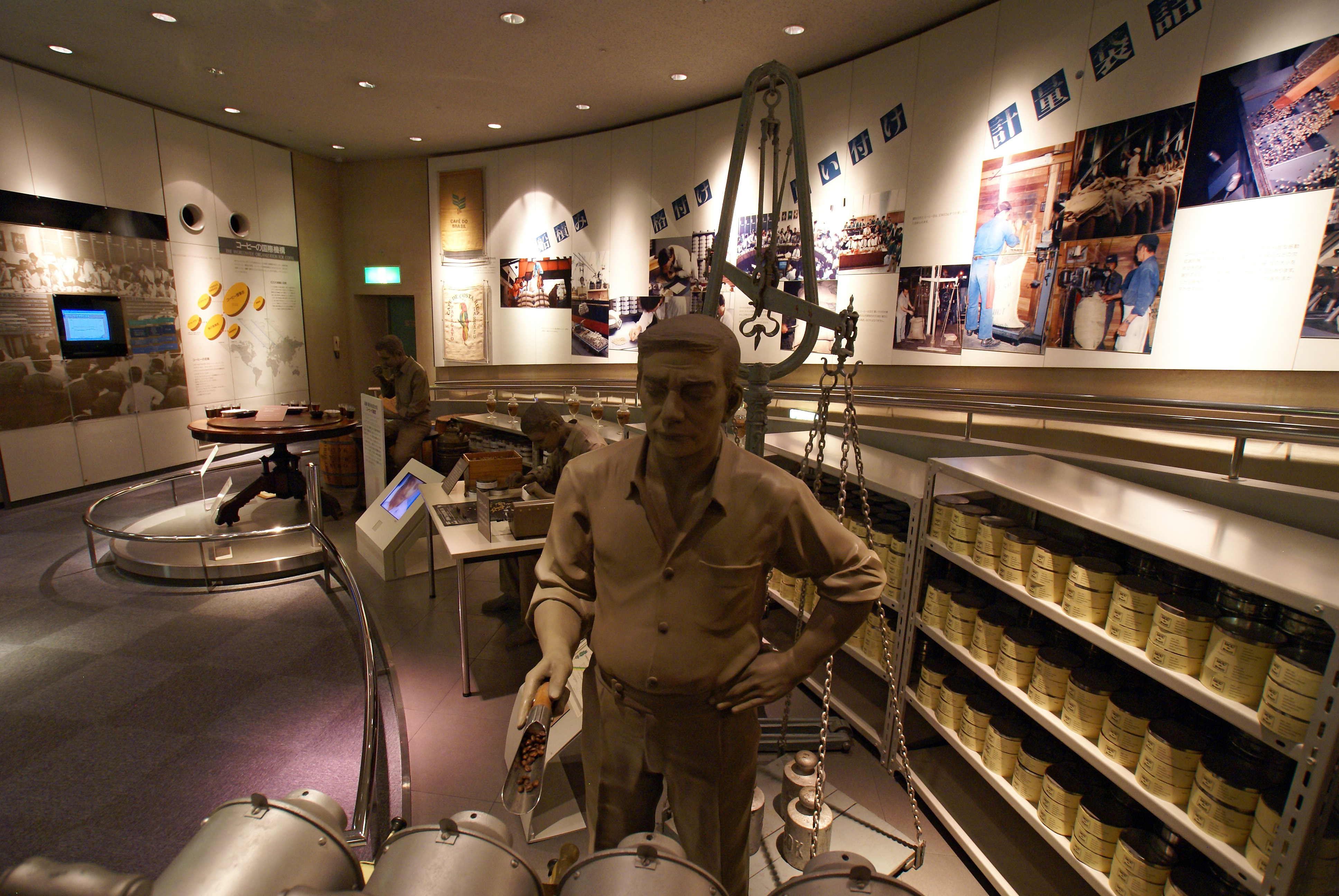
展示室3

UCCコーヒー博物館（ユーシーシーコーヒーはくぶつかん）は、兵庫県神戸市中央区のポートアイランドにある企業博物館である。
新型コロナウイルス禍により2020年3月から休館が続いているが、この度2026年夏頃をめざしリニューアルオープンすることが決まっている。
館内には在神戸ジャマイカ名誉領事館がある。

## 沿革
1981年に開催された神戸ポートアイランド博覧会にUCC上島珈琲が出展したコーヒーカップを模した外観のパビリオン「UCCコーヒー館」をルーツとする施設で、博覧会閉幕後に名称を現在のUCCコーヒー博物館として営業開始した。日本で唯一、コーヒーのみをテーマにした博物館である。1986年からの大改装によりコーヒー文化発祥のイスラム教のモスクを模した外観に変更され、コーヒー学の確立とコーヒー文化の普及を目的に掲げて1987年10月1日にリニューアルオープンした。なお、この10月1日は「国際コーヒーの日」にあたる。
日本博物館協会会員館、兵庫県博物館協会加盟館。

## 展示内容
コーヒーを起源、栽培、流通、加工、文化、情報の6つのテーマに分け、わかりやすく展示している｡
また、博物館に併設されている喫茶室「コーヒーロード」ではターキッシュ・コーヒーなど、日本ではここでしか味わえない珍しいコーヒーを提供している｡
月に一度、博物館主催のコーヒーセミナーを開講しており、美味しいコーヒーの淹れ方などを学ぶことが出来る｡
館内の写真撮影は自由だが三脚およびフラッシュは禁止されている。

## 施設
- 常設展示室
  - 1 - コーヒーのはじまり＜起源＞
  - 2 - コーヒーを育てる＜栽培＞
  - 3 - コーヒーの長い旅＜流通＞
  - 4 - コーヒーを創る＜加工＞
  - 5 - コーヒーの楽しみ＜文化＞
  - 6 - コーヒー何でもスクール＜情報＞
- 特別展示室 - UCCヒストリー
- 喫茶室「コーヒーロード」
- ミュージアムショップ
- 在神戸ジャマイカ名誉領事館

## 建物概要
- 竣工 - 1987年
- 設計・施工 - 竹中工務店
- 延床面積 - 1,980m2

## 交通アクセス
- 神戸新交通ポートアイランド線 - ポートライナー - 南公園駅下車徒歩1分

## 周辺情報
- 神戸市立青少年科学館
- 神戸コンベンションコンプレックス
- ワールド本社
- 神戸ポートターミナル

## ギャラリー

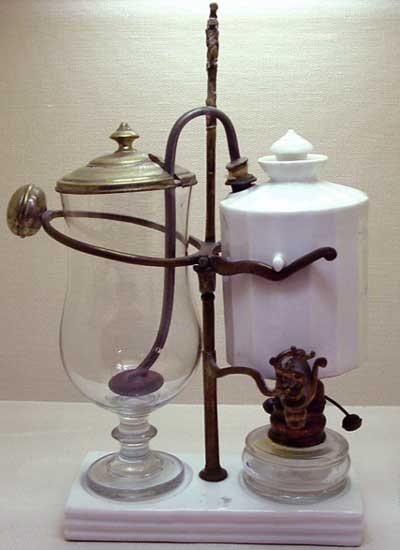
コーヒーサイフォン